# William Morton Fullerton
William Morton Fullerton (18 de septiembre de 1865-26 de agosto de 1952) fue un periodista y escritor estadounidense, corresponsal en el extranjero del diario The Times. Hoy en día se le conoce sobre todo por haber mantenido una relación amorosa con la escritora Edith Wharton, ganadora del Premio Pulitzer. Fullerton era bisexual y alternó su relación con la escritora con un romance con Lord Ronald Coger.

## Biografía
Fullerton se graduó en la Phillips Academy de Andover (Massachusetts) y estudió en Harvard. Se licenció en Filosofía y Letras en 1886. Mientras estudiaba en Harvard, él y sus compañeros fundaron The Harvard Monthly.
Tras su graduación y su primer viaje a Europa en 1888, pasó varios años trabajando como periodista en la zona de Boston. En 1890 escribió un ensayo ingenioso y revelador, "English and Americans", en el que se posicionaba elocuentemente del lado de Estados Unidos. Cuando el Times en París, le contrató, siendo americano y sin cualificaciones, se dijo que había sido gracias a sus contactos. En 1891 fue enviado a trabajar como reportero a las órdenes del famoso y extravagante corresponsal jefe Henri von Blowitz en París, donde pasó el resto de su vida.
Llegó a ser corresponsal jefe en el extranjero y permaneció en The Times. Permaneció allí hasta 1910. Fullerton no había sido despedido por el Times, como él temía, a causa de cartas incriminatorias de la década de 1890, pero la experiencia del miedo puede haberle hecho más prudente en sus relaciones homosexuales. A partir de ese momento, su bisexualidad era conocida por muy poca gente. Se distanció del círculo de Oscar Wilde y expresó en privado su aversión por el propio Wilde. Su aire de misterio pudo deberse a la ocultación de un aspecto importante de su carácter.
Fue autor de varios libros y numerosos artículos y sirvió como oficial durante la Primera Guerra Mundial. Posteriormente, Fullerton se incorporó a la plantilla de Le Figaro, donde permaneció hasta su muerte en 1952.
Los amplios conocimientos de Fullerton sobre el mundo editorial le llevaron a ayudar a la escritora Edith Wharton (con la que, por aquel entonces, mantenía una relación) a publicar la traducción al francés de su novela clásica The House of Mirth, a través de una conocida revista.
Morton ha sido descrito como "Singularmente atractivo ... un hombre apuesto y bien vestido con un gran bigote victoriano y ojos lánguidos, una flor brillante en el ojal y el estilo de un 'machacador'".
Tras licenciarse, intimó con George Santayana y tuvo una relación de amistad también con Bernard Berenson. 
Mientras trabajaba como periodista en Londres y París, Fullerton, descendiente de una antigua familia puritana, se hizo amigo de Oscar Wilde, entabló amistad con Hamilton Aidé y tuvo un romance con el modelo de Lord Henry en El retrato de Dorian Gray, Lord Ronald Gower, y más tarde casi suplantó al amigo de Marcel Proust, Walter Berry, como amante de Edith Wharton.
Entre 1906 y 1910 mantuvo una célebre relación con la escritora estadounidense Edith Wharton, ganadora del premio Pulitzer. Se conocieron en el verano de ese año tras ser presentados por un amigo común, Henry James. Sin duda, ella lo consideraba el amor de su vida y lo describía como su "compañero intelectual ideal". Sin embargo, nunca tuvieron una relación "oficial", ya que Wharton ya estaba casada y la personalidad promiscua de Fullerton le impedía comprometerse en una relación seria.
Tras el final de la aventura, Wharton, cuya vida privada era estrictamente monitorizada, le pidió a Fullerton que destruyera todas las cartas que le había enviado para evitar cualquier escándalo. La aventura en sí, aunque existían fuertes sospechas, no se confirmó hasta la década de 1980. Fullerton ignoró la solicitud de Wharton y guardó todas sus cartas, que finalmente se publicaron como un libro, The Letters of Edith Wharton, en 1988. Es probable que la aventura sirviera de inspiración para un fragmento erótico de Beatrice Palmato, una novela que Wharton esbozó pero no terminó, dado que la relación incestuosa padre-hija de la que trataba la hacía impublicable.
También estuvo comprometido con su media prima Katharine Fullerton Gerould, pero el compromiso se canceló cuando Fullerton pospuso la boda. Katharine, harta de esperar, se casó con otro hombre y se convirtió en una escritora de éxito por derecho propio. Casi al mismo tiempo que estaba comprometido con Katharine y también involucrado con Wharton, Fullerton vivía con una mujer mayor llamada Mme Mirecourt, en París, pero el asunto terminó desastrosamente y Fullerton le debía una gran cantidad de dinero.
Fullerton también tuvo una larga aventura con la Ranee de Sarawak, Margaret Brooke.
Marion Mainwaring publicó una biografía de Fullerton en 2001:  A biography, Mysteries of Paris: The Quest for Morton Fullerton (Misterios de París: La búsqueda de Morton Fullerton).

## Obras
- Problems of power[11]
- Patriotism and Science; some studies in historic psychology[12]